# Microeca hemixantha
Microeca hemixantha là một loài chim trong họ Petroicidae.